# Високи скокове във вода на Световното първенство по водни спортове 2013
Дисциплината високи скокове във вода по време на световното първенство по водни спортове 2013 се провежда от 29 до 31 юли 2013 на Порт Вел в Барселона, Испания. Скоковете се правят от 27-метрова платформа.

## Състезания
Мъжете имат право на 5 скока, а жените на 3.

## Таблица по медалите
Домакин
| Място | Държава        | Злато | Сребро | Бронз | Общо |
| ----- | -------------- | ----- | ------ | ----- | ---- |
| 1     | САЩ            | 1     | 1      | 0     | 2    |
| 2     | Колумбия       | 1     | 0      | 0     | 1    |
| 3     | Великобритания | 0     | 1      | 0     | 1    |
| 4     | Германия       | 0     | 0      | 1     | 1    |
| 4     | Мексико        | 0     | 0      | 1     | 1    |
| Общо  | Общо           | 2     | 2      | 2     | 6    |

## Медалисти
| Дисциплина   | Злато                   | Злато  | Сребро                     | Сребро | Бронз                      | Бронз  |
| ------------ | ----------------------- | ------ | -------------------------- | ------ | -------------------------- | ------ |
| Мъже детайли | Орландо Дюке · Колумбия | 590.20 | Гари Хънт · Великобритания | 589.30 | Джонатан Паредес · Мексико | 578.35 |
| Жени детайли | Сесили Карлтън · САЩ    | 211.60 | Джинджър Хубър · САЩ       | 206.70 | Ана Бадер · Германия       | 203.90 |